# Parc naturel marin du golfe du Lion
Le parc naturel marin du golfe du Lion est le troisième parc naturel marin français, le premier en mer Méditerranée. Il a été officiellement créé en 2011.

## Historique
À l'origine en 2007, le projet était dénommé parc naturel marin de la Côte Vermeille et centré sur la Côte Vermeille. Il garde cette dénomination durant la préfiguration malgré son débordement au-delà.
Ce parc, ainsi que celui de Gironde et des Estuaires picards sont créés en 2011.

## Le parc

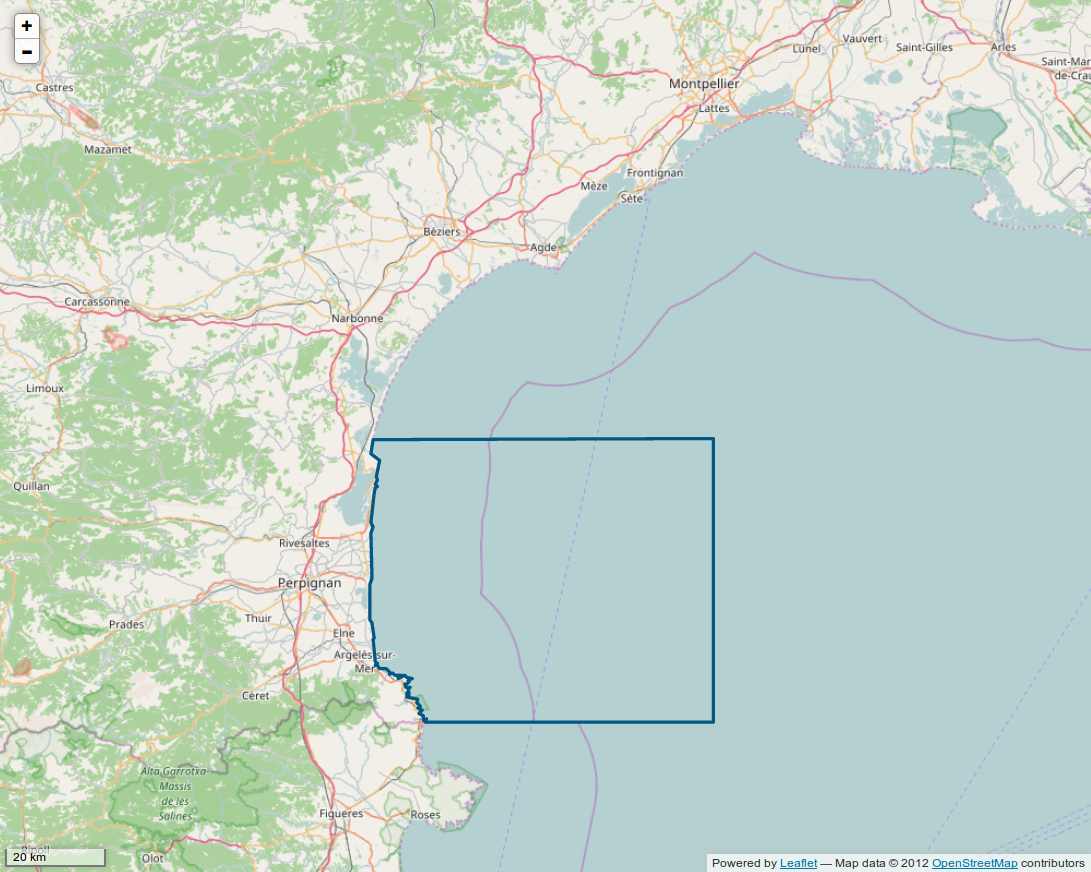
Périmètre du PNM.

Le Parc naturel marin du golfe du Lion est un parc naturel marin destiné à protéger la zone maritime côtière s'étendant sur plus de 100 km de côte entre Leucate dans l'Aude et Cerbère dans les Pyrénées-Orientales (35 km de côte rocheuse et 65 km de côte sableuse).
Il compte plus de 1200 espèces animales et environ 500 espèces végétales dans les écosystèmes sous-marins.

## Annexe